# János Ősz
János Ősz (n. 7 februarie 1863, Crăiești, Austro-Ungaria – d. 4 noiembrie 1941, Târgu Mureș, Regatul Ungariei) a fost un profesor și culegător maghiar de basme populare.

## Biografie
S-a născut la 7 februarie 1863 în Crăiești. A absolvit Colegiul Național Bethlen din Aiud, obținând calificare de profesor.
A activat ca profesor la Chibed (1884-1901) și apoi la Păucișoara (1901-1933), până când s-a pensionat. A colectat basme populare în comitatele Mureș-Turda și Târnava Mică, iar între anii 1900–1912 a colectat materiale în dialect local.
A murit la 4 noiembrie 1941, la vârsta de 78 de ani.

## Scrieri
- Marosszéki székely népmesék I–II. Budapesta: (fără editură). 1917.
- A csudatáska. Bev. Kovács László. Cluj: (fără editură). 1941.